# 名取正澄
名取 正澄（なとり まさずみ、? - 宝永5年（1708年））は、江戸時代の紀州藩の軍学者。通称は三十郎、号は一水、藤一水。

## 概要
日本三大忍術伝書の一つである『正忍記』の著者であり、紀州藩主徳川頼宣の軍学指南役として仕えた。
楠木正辰、島田潜斎、神戸能房らに学び、新楠流（名取流）を創始。その後、名取流は世襲されたが、紀州藩では宇佐美家が越後流を唱え、名取流は忍びが中心となった。
2012年（平成24年）4月に和歌山県和歌山市吹上にある恵運寺で墓石、位牌、過去帳記載などが発見された。

## 経歴
- 承応3年5月 新規召出 中小姓
- 万治3年5月 大小姓 切米30石
- 延宝7年9月1日 御近習
- 貞享2年8月23日 大番組
- 貞享4年8月22日 伊都郡大野村へ扶持を受けながら蟄居
- 宝永5年3月15日 病没[2]

## 著書
- 一兵要功
- 正忍記

## 子
惣領である三男名取兵左衛門邦教（号青龍軒）は、国立国会図書館蔵の『正忍記』写本（青龍軒本）著者である。